# Komisariat Straży Celnej „Kalety”

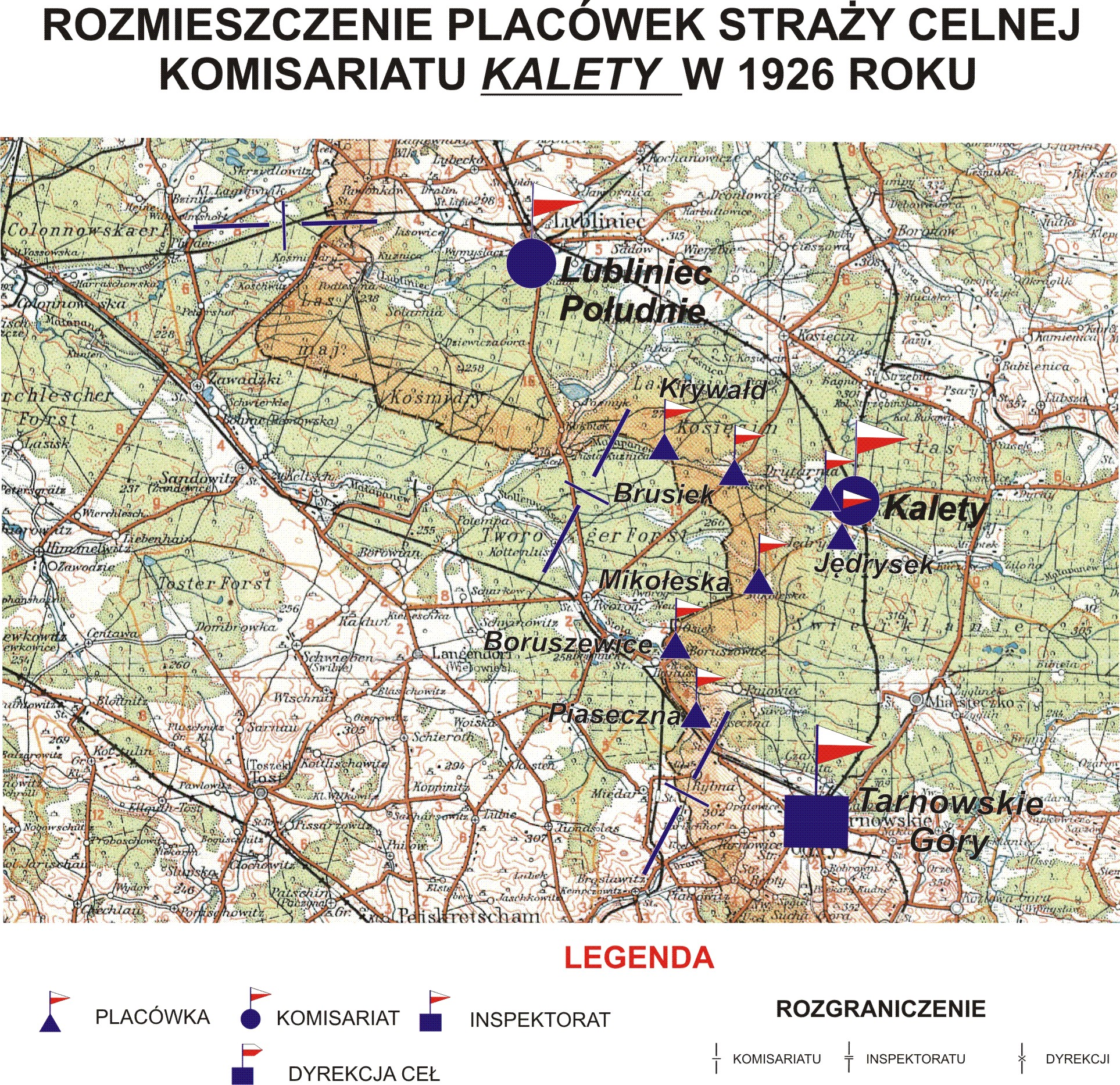
Rozmieszczenie placówek SC Komisariatu Kalety

Komisariat Straży Celnej „Kalety” – jednostka organizacyjna Straży Celnej pełniąca służbę ochronną na granicy polsko-niemieckiej w latach 1922–1928.

## Formowanie i zmiany organizacyjne
Na wniosek Ministerstwa Skarbu, uchwałą z 10 marca 1920 roku, powołano do życia Straż Celną. Od połowy 1921 roku jednostki Straży Celnej rozpoczęły przejmowanie odcinków granicy od pododdziałów Batalionów Celnych. Proces tworzenia Straży Celnej trwał do końca 1922 roku. Komisariat Straży Celnej „Kalety”, wraz ze swoimi placówkami granicznymi, wszedł w podporządkowanie Inspektoratu Straży Celnej „Tarnowskie Góry”.
Objęcie granicy na Śląsku przez Straż Celną nastąpiło 16 czerwca 1922 roku. W Kaletach utworzony został komisariat straży celnej.
Z dniem 8 marca 1928 placówka Piaseczna przekazana została do komisariatu „Tarnowskie Góry”, a 31 marca zlikwidowano placówkę „Krywałd“. Na bazie obsady tej ostatniej, z dniem 1 kwietnia utworzono placówkę II linii „Koszęcin”. Już 25 czerwca komisariat przekazał do komisariatu Lubliniec placówkę „Brusiek”. W tym samym dniu zlikwidowano też placówkę „Koszęcin”, a następnym dniu przekazano placówki „Mikołeska”, „Boruszowice”, „Kalety” i oddział konny do komisariatu „Tarnowskie Góry”. Z tym też dniem zlikwidowano też komisariat „Kalety”

## Służba graniczna
Sąsiednie komisariaty
- komisariat Straży Celnej „Lubliniec Południe”  ⇔ komisariat Straży Celnej „Tarnowskie Góry” − 1926

## Funkcjonariusze komisariatu
Obsada personalna w 1926:
- kierownik komisariatu – komisarz Marcin Stanisz

## Struktura organizacyjna
Organizacja komisariatu w 1926 roku:
- komenda – Kalety
- placówka Straży Celnej „Jędrysek”
- placówka Straży Celnej „Piaseczna”
- placówka Straży Celnej „Boruszowice”
- placówka Straży Celnej „Mikołeska”
- placówka Straży Celnej „Brusiek”
- placówka Straży Celnej „Krywałd”
- placówka Straży Celnej „Kalety”
- placówka wewnętrzna przy Urzędzie Celnym „Brynnek”

Organizacja komisariatu w 1928 roku.
- komenda w Kaletach – komisarz Marcin Stanisz
- placówka Straży Celnej I linii „Piaseczna” – starszy przodownik Cyryl Czerski
- placówka Straży Celnej I linii „Boruszowice” – przodownik Józef Lasończyk
- placówka Straży Celnej I linii „Mikołeska” – przodownik Adam Murdza
- placówka Straży Celnej I linii „Brusiek” – przodownik Paweł Gołąbek
- placówka Straży Celnej I linii „Krywałd” – przodownik Klucznik
- placówka Straży Celnej II linii „Kalety” – strażnik Franciszek Jaworski
- oddział konny „Kalety” – przodownik Jan Marchewka